# Microcredito

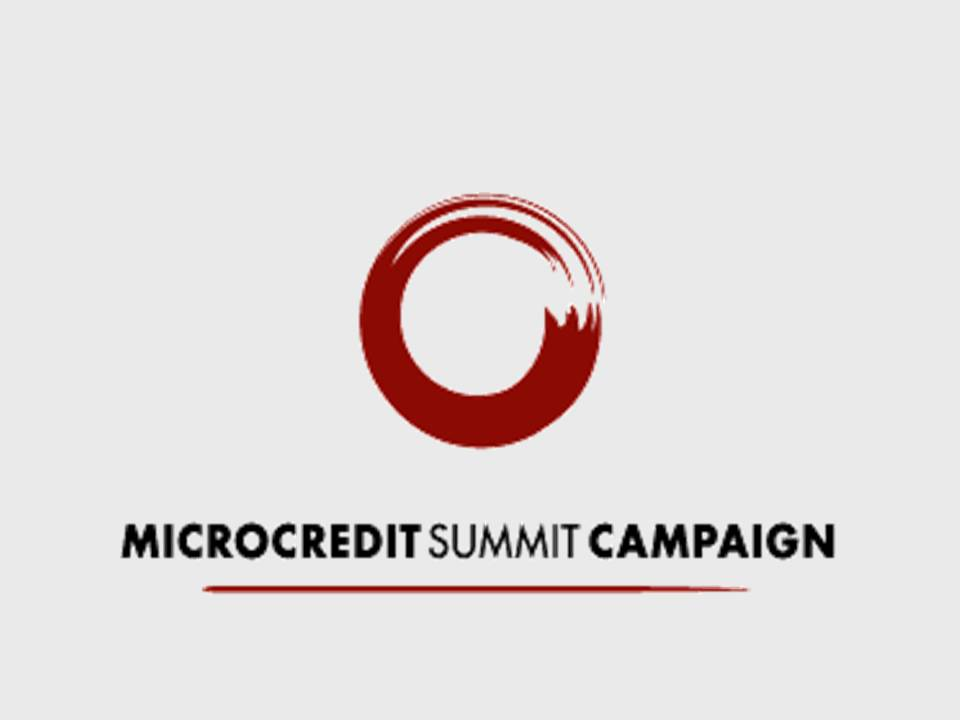
Microcredit Summit Campaign

Il microcredito è uno strumento di sviluppo economico che permette l'accesso ai servizi finanziari alle persone in condizioni di povertà ed emarginazione. Il microcredito viene definito come "credito di piccolo ammontare finalizzato all'avvio di un'attività imprenditoriale o per far fronte a spese d'emergenza, nei confronti di soggetti vulnerabili dal punto di vista sociale ed economico, che generalmente sono esclusi dal settore finanziario formale".
Nei paesi in via di sviluppo milioni di famiglie vivono con i proventi delle loro piccole imprese agricole e delle cooperative nell'ambito di quella che è stata definita economia informale. La difficoltà di accedere al prestito bancario a causa dell'inadeguatezza o della mancanza di garanzie reali e delle microdimensioni imprenditoriali, ritenute troppo piccole dalle banche tradizionali, non consente a queste attività produttive di avviarsi e svilupparsi libere dall'usura.
I programmi di microcredito propongono soluzioni alternative per queste microimprese e in un certo senso sono paragonabili ai prestiti d'onore.
In considerazione dell'efficienza dimostrata in moltissimi casi, le Nazioni Unite hanno dichiarato il 2005 l'Anno Internazionale del Microcredito.
Negli ultimi anni, inoltre, sono in corso tentativi di diffusione del microcredito (con gli adattamenti opportuni) anche nelle economie avanzate a sostegno dei cosiddetti "nuovi poveri", cioè non solo coloro che nei paesi sviluppati vivono sulla soglia della sussistenza o al di sotto di essa e che possono trovarsi in gravi difficoltà di fronte a spese improvvise anche di piccola entità, ma soprattutto per la piccola impresa e gli artigiani che dai canali tradizionali non possono accedere e si devono rivolgere quindi al social lending o prestiti peer-to-peer. 
Questa area del microcredito può essere definita come sostegno al fabbisogno finanziario indistinto (oltre il 70% delle attività e dei programmi promossi). Sempre nell'ambito dei paesi sviluppati, esistono altre dimensioni sostenute dal microcredito: avvio e sostegno di attività economiche (oltre il 20% dei programmi promossi in Italia nel 2006 con una probabilità di restituzione del credito relativamente alta), definibile come "lotta all'esclusione finanziaria" sostegno durante gli studi universitari (9,5% dei programmi promossi in Italia nel 2006)
Nei paesi in via di sviluppo milioni di famiglie vivono con i proventi delle loro piccole imprese agricole e delle cooperative nell'ambito di quella che è stata definita economia informale. La difficoltà di accedere al prestito bancario a causa dell'inadeguatezza o della mancanza di garanzie reali e delle microdimensioni imprenditoriali, ritenute troppo piccole dalle banche tradizionali, non consente a queste attività produttive di avviarsi e svilupparsi libere dall'usura. I programmi di microcredito propongono soluzioni alternative per queste microimprese e in un certo senso sono paragonabili ai prestiti d'onore. In considerazione dell'efficienza dimostrata in moltissimi casi, le Nazioni Unite hanno dichiarato il 2005 l'Anno Internazionale del Microcredito.
Negli ultimi anni, inoltre, sono in corso tentativi di diffusione del microcredito (con gli adattamenti opportuni) anche nelle economie avanzate a sostegno dei cosiddetti "nuovi poveri", cioè non solo coloro che nei paesi sviluppati vivono sulla soglia della sussistenza o al di sotto di essa e che possono trovarsi in gravi difficoltà di fronte a spese improvvise anche di piccola entità, ma soprattutto per la piccola impresa e gli artigiani che dai canali tradizionali non possono accedere e si devono rivolgere quindi al social lending o prestiti peer-to-peer.
Questa area del microcredito può essere definita come sostegno al fabbisogno finanziario indistinto (oltre il 70% delle attività e dei programmi promossi). Sempre nell'ambito dei paesi sviluppati, esistono altre dimensioni sostenute dal microcredito:
- avvio e sostegno di attività economiche (oltre il 20% dei programmi promossi in Italia nel 2006 con una probabilità di restituzione del credito relativamente alta), definibile come "lotta all'esclusione finanziaria".
- sostegno durante gli studi universitari (9,5% dei programmi promossi in Italia nel 2006).

## Storia

### Gli inizi
Idee relative al microcredito possono essere trovate in vari momenti della storia moderna. Jonathan Swift ha ispirato il prestito dei fondi irlandesi nel XVIII e XIX secolo. A metà del XIX secolo, l'anarchico individualista Lysander Spooner ha scritto a proposito dei numerosi piccoli prestiti utilizzati per le attività imprenditoriali delle persone meno agiate come un modo per alleviare la povertà. Allo stesso tempo, ma in modo indipendente per Spooner, Friedrich Wilhelm Raiffeisen fondò le prime banche di credito cooperativo per sostenere gli agricoltori della Germania rurale. Nel 1950, Akhtar Hameed Khan ha iniziato a distribuire credito gruppi-orientati nel Pakistan orientale. Khan ha utilizzato il modello di Comilla, in cui il credito viene distribuito attraverso iniziative su base comunitaria. Il progetto fallì a causa del coinvolgimento eccessivo del governo pakistano, e delle gerarchie create all'interno delle comunità, come alcuni membri cominciarono ad esercitare un maggiore controllo sui prestiti di altri.

### Microcredito moderno

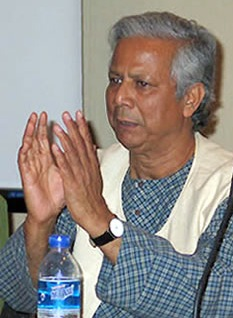
Premio Nobel Muhammad Yunus, fondatore della Grameen Bank, la quale è generalmente considerata il primo istituto di microcredito moderno.

Le origini del microcredito, nella sua attuale applicazione, possono essere collegate a diverse organizzazioni fondate in Bangladesh, in particolare alla Grameen Bank.
La Grameen Bank, fondata da Muhammad Yunus nel 1983, è considerata il primo istituto di microcredito moderno: Yunus ha iniziato il progetto in una piccola città, chiamata Jobra, utilizzando il proprio denaro per fornire piccoli prestiti a bassi tassi d'interesse per i poveri delle campagne. La Grameen Bank è stata seguita da organizzazioni, come la BRAC nel 1972 e l'ASA nel 1978. Anche se la Grameen Bank è stata costituita inizialmente come organizzazione no-profit, dipendente da sussidi governativi, in seguito divenne una persona giuridica e, nel 2002, venne ribattezzata come Grameen II.
Il microcredito ha poi raggiunto l'America Latina con l'istituzione di PRODEM, nata in Bolivia nel 1986. La PRODEM era una banca che successivamente venne trasformata in for-profit Banco Sol. 
Il microcredito è poi diventato un popolare strumento per lo sviluppo economico, con centinaia di istituzioni emergenti in tutto il terzo mondo.

## Principi

### Principi economici
Il microcredito si basa su un unico insieme di principi che sono facilmente distinguibili dalle tendenze dei più vasti mercati creditizi. Le organizzazioni di microcredito sono state inizialmente create come alternativa ai "prestiti-squali", noti per poter approfittare dei clienti. Infatti, molti istituti di microcredito hanno iniziato come organizzazioni non-profit e hanno operato con i fondi statali o con i finanziamenti privati. Dal 1980, tuttavia l'approccio ai "sistemi finanziari", influenzato dal neoliberismo e diffuso dall'Istituto di Sviluppo Internazionale dell'Università di Harvard, divenne l'ideologia dominante tra le organizzazioni di microcredito. La commercializzazione del microcredito è ufficialmente iniziata nel 1984 con la formazione di unità “Desa” (BRI-UD), all'interno della Banca Rakyat Indonesia. Unità “Desa” ha offerto microprestiti 'kupedes' sulla base dei tassi di interesse di mercato.
Ironia della sorte, molte organizzazioni di microcredito ora funzionano come delle banche indipendenti. Ciò li ha portati a pagare tassi di interesse più elevati sui prestiti e ponendo maggiore enfasi sui programmi di risparmio. In particolare, Unità di Desa ha incaricato superiore al 20 per cento in piccola applicazione aziendale loans. L'applicazione del microcredito nell'economia neoliberista ha generato molti dibattiti tra gli studiosi e i professionisti dello sviluppo, qualcuno ha sostenuto che i direttori della banca di microcredito, come Muhammad Yunus, applicano le pratiche di strozzini per il loro arricchimento personale. Infatti, il dibattito accademico ha annunciato uno scandalo in stile “Wall Street” che coinvolge l'organizzazione di microcredito messicana.

### Impieghi di gruppo

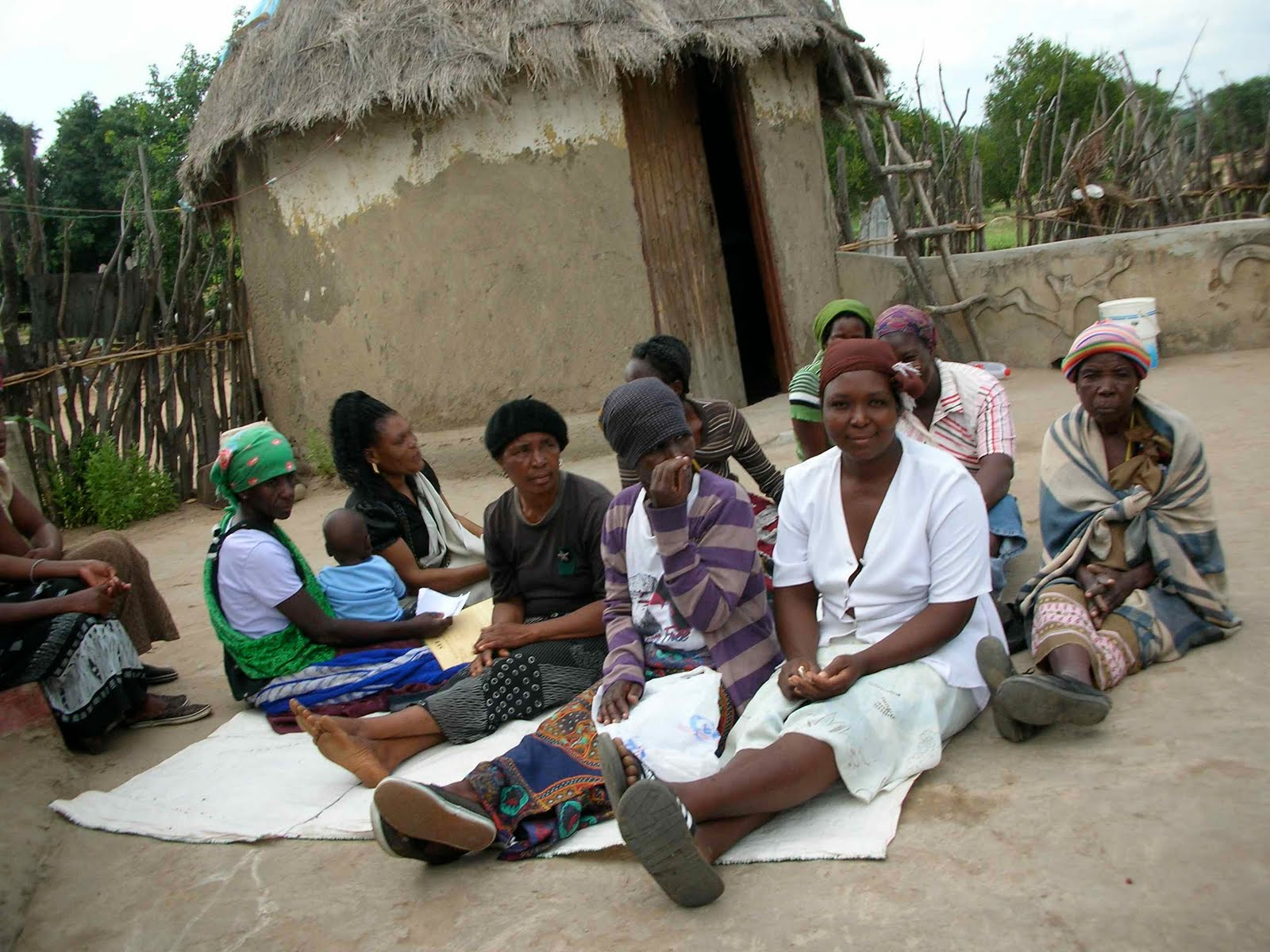
Incontro di microfinanza in Tzaneen, Sud Africa.

Anche se i prestiti ai gruppi sono stati a lungo una parte fondamentale del microcredito, esso è nato inizialmente con il principio dei prestiti ai privati. Nonostante l'uso di organizzazioni di solidarietà nel 1970 Jobra, Grameen Bank e altre istituzioni di microcredito si sono concentrate inizialmente sui prestiti individuali. In effetti, Muhammad Yunus ha propagato l'idea che ogni persona ha il potenziale per diventare un imprenditore. L'utilizzo dell'erogazione di prestiti di gruppo è stata incentivata da economie di scala, in quanto i costi connessi ai prestiti e ai tassi di rimborso sono significativamente più bassi quando il credito viene distribuito ai gruppi piuttosto che singoli individui. il rimborso di un componente di un gruppo dipende dal successo di rimborso di un altro membro, trasferendo così la responsabilità di rimborso dagli istituti di microcredito ai destinatari dei prestiti.

### Prestiti alle donne
I prestiti alle donne sono diventati un principio importante nel microcredito, con banche e ONG come BancoSol, WWB e Pro Mujer dedicate esclusivamente alle donne. Pro Mujer ha creato una nuova strategia per combinare il microcredito con i servizi sanitari, in quanto la salute dei loro clienti è fondamentale per il successo del microcredito. Anche se Grameen Bank, inizialmente ha cercato di dare a uomini e donne a parità di tassi, le donne attualmente compongono il novantacinque per cento dei clienti della banca. Le donne continuano a costituire settantacinque per cento di tutti i beneficiari di microcredito in tutto il mondo. Il prestito esclusivo per le donne ha avuto inizio nel 1980, quando la Grameen Bank ha trovato che le donne hanno tassi di rimborso più elevati, e tendono ad accettare prestiti più piccoli rispetto agli uomini. Successivamente, molte istituzioni di microcredito hanno utilizzato l'obiettivo di emancipazione delle donne per giustificare i loro prestiti sproporzionati alle donne.

## L'Italia ed il microcredito
È stato istituito nel 2006 il Comitato nazionale italiano permanente per il microcredito con il decreto-legge 10 gennaio 2006 n. 2 convertito in legge con la Legge 11 marzo 2006 n. 81. Il Governo Italiano ha emesso la "Direttiva del Presidente del Consiglio dei Ministri 2 luglio 2010 - Attività del Comitato nazionale italiano permanente per il microcredito" pubblicata sulla GU n. 220 del 20-9-2010.
Particolarmente importante, inoltre, risulta l'impegno delle Banche di Credito Cooperativo - Casse Rurali con numerosi progetti e la stipula di convenzioni con enti e associazioni locali, in tema di microcredito.

Le norme sul Microcredito sono state introdotte il 4 settembre 2010 quando è stato pubblicato il Decreto legislativo 13 agosto 2010 n. 141, attuativo della Direttiva comunitaria n. 48/2008, che riforma la disciplina del credito al consumo. Il d.l. 141/2010 ha apportato modifiche al Testo Unico Bancario (D.lgs. 385/1993), prevedendo fra l'altro disposizioni specifiche riguardanti la definizione e le caratteristiche del microcredito, i soggetti finanziabili, gli organismi finanziatori tenuti a iscriversi nell'Albo degli operatori del microcredito presso la Banca d'Italia, l'istituzione di un organismo di gestione e controllo dei finanziatori iscritti all'Albo.

Nel maggio del 2011 (D.L. 13-5-2011 n. 70, Semestre Europeo-Prime disposizioni urgenti per l'economia) il Governo ha trasformato il Comitato nell'Ente Nazionale per il Microcredito (ENM) con l'obiettivo di sradicare la povertà e di supportare la lotta all'esclusione sociale in Italia e, in ambito internazionale, nei paesi in via di sviluppo e nelle economie in transizione, di coordinare con compiti di promozione, indirizzo, agevolazione, valutazione e monitoraggio degli «strumenti microfinanziari» promossi dall'Unione europea, nonché delle «attività microfinanziarie» realizzate a valere su fondi dell'Unione Europea (Legge del 12 luglio 2011 n.106, art.8, c.4 bis lettera b). 
Il cambiamento di status da Comitato a Ente pubblico è così descritto dall'art. 4-bis, lettera a):
 il Comitato nazionale italiano permanente per il microcredito […] è costituito in ente pubblico non economico dotato di autonomia amministrativa, organizzativa, patrimoniale, contabile e finanziaria, e assume la denominazione di Ente nazionale per il microcredito. 
La sua nomina è stata inserita nel cosiddetto «Decreto Sviluppo», il decreto legge 169/2012, che ha introdotto ulteriori modifiche in materia. Secondo la disciplina legislativa del microcredito, i finanziamenti consistono in un prestito di limitato importo con obbligo di restituzione, concesso in assenza di particolari garanzie a soggetti svantaggiati o in difficoltà economica, mirato al finanziamento di microimprese, alla creazione di occupazione (autoimpiego), al sostegno socio-assistenziale nonché agli studi, supportato da peculiari azioni di accoglienza, ascolto e accompagnamento. Le categorie a cui può essere concesso il microcredito sono fondamentalmente due: a) Persone fisiche, società di persone, S.r.l. ex art. 2436 C.C., associazioni e società cooperative, per l'avvio o l'esercizio di attività di lavoro autonomo o di microimpresa. L'importo massimo erogabile, salvo eccezioni, è di 25.000 euro e non sono richieste garanzie reali. Sono previsti servizi ausiliari di assistenza e monitoraggio; b) Persone fisiche in condizioni di particolare vulnerabilità economica e sociale, per un importo massimo di 10.000 euro e non sono richieste garanzie reali.
Nel primo trienio osservato (2010-2012) sono stati erogati 7.167 microprestiti, per un ammontare complessivo di oltre 63 milioni di euro. Il monitoraggio ha rivolto particolare attenzione alle aree più svantaggiate d'Italia e alle Regioni a "obiettivo convergenza" (Calabria, Campania, Puglia e Sicilia) con un Prodotto interno lordo pro capite inferiore al 75% della media europea.
Per l'incarico quadriennale il presidente dell'Ente percepisce un emolumento annuo pari a 108 000 euro.
L'articolo 39 del D.L. 201/2011 (cd. «Salva Italia») è intervenuto in materia di Fondo di garanzia a favore delle piccole e medie imprese destinato alla microimprenditorialità, prevedendo che la garanzia diretta e la controgaranzia possano essere concesse a valere sulle disponibilità del citato Fondo di garanzia fino all'80% dell'ammontare delle operazioni finanziarie a favore di piccole e medie imprese e consorzi ubicati in tutto il territorio nazionale, purché rientranti nei limiti previsti dalla vigente normativa comunitaria. Recenti disposizioni del fondo per il microcredito prevedono che nel Fondo di garanzia possono inoltre affluire anche contributi su base volontaria, visto l'articolo I, comma 5-ter, del decreto-legge 21 giugno 2013, n. 69, convertito dalla legge 9 agosto 2013, n. 98.
 Il rapporto Ente Nazionale per il microcredito, aggiornato a giugno 2018 evidenzia come lo strumento sia utile alla ripresa economica e allo sviluppo dell'autoimpresa e della imprenditorialità. Secondo i dati ci sarebbe stato un incremento del 230% nelle richieste, che entro fine anno raggiungerebbero quota 3000 proprio grazie al modello implementato dall'ENM e denominato via italiana al microcredito e alla microfinanza,  basato su un sistema di tutoraggio. importante per il sostegno alle microimprese.
In ambito regionale, nel maggio 2014, il Movimento 5 Stelle ha di promosso un Fondo di Garanzia per il Microcredito Siciliano finanziato attraverso il 70% dello stipendio dei parlamentari del movimento presenti all'Assemblea regionale siciliana. Il fondo è rivolto alle micro, piccole e medie imprese (PMI) con sede legale e unità produttiva nel territorio regionale, costituite anche in forma cooperativa e in consorzi di imprese.

## Esempi

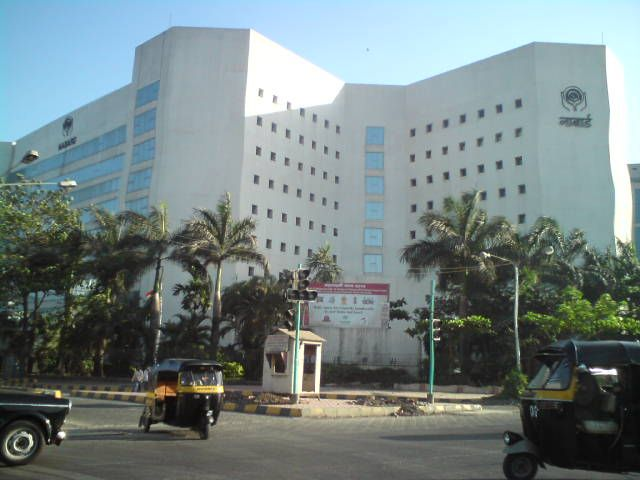
Mumbai, sede della Banca Nazionale per l'agricoltura e lo sviluppo rurale dell'India, che presta fondi alle banche che forniscono microcredito.

Grameen Bank in Bangladesh è il più antico e probabilmente più noto istituto di microfinanza nel mondo. In India, la Banca nazionale per l'agricoltura e lo sviluppo rurale (NABARD) finanzia più di 500 banche che prestano fondi ai gruppi di auto-aiuto (SHGs, i Self-help group). SHG comprendono fino a venti membri, la maggioranza dei quali sono donne delle caste più povere delle tribù. I membri risparmiano piccole somme di denaro, appena un paio di rupie al mese, in un fondo del gruppo. I membri possono prendere in prestito denaro dal fondo del gruppo per una varietà di scopi che vanno dalle emergenze famigliari alle rette scolastiche. Come SHG si dimostrano in grado di gestire bene i loro fondi, possono prendere in prestito da una banca locale per investire in piccole imprese o di attività agricole. Le banche in genere prestano fino a quattro rupie per ogni rupia nel fondo del gruppo.
In Asia i mutuatari in genere pagano tassi d'interesse che vanno dal 30% al 70% senza commissioni e spese. Quasi 1,4 milioni di SHG che comprende circa 20 milioni di donne ora possono prendere in prestito dalle banche; questo rende il modello indiano SHG -Bank Linkage il più grande programma di microfinanza nel mondo. Programmi simili si stanno evolvendo in Africa e Sud-Est asiatico con l'aiuto di organizzazioni come IFAD, Opportunity International, Catholic Relief Services, Compassion International, CARE, APMAS, Oxfam, Tearfund e World Vision.
Grameen Bank ha lanciato le sue operazioni negli Stati Uniti a New York nell'aprile 2008. Bank of America ha annunciato l'intenzione di assegnare più di 3,7 milioni di dollari in sovvenzioni a organizzazioni non profit da utilizzare per sostenere programmi di microcredito. ACCION USA, la filiale degli Stati Uniti più nota come ACCION International, ha fornito $ 117 milioni nel microcredito dal 1991, con un tasso di rimborso superiore al 90 %.Uno studio di ricerca del modello Grameen mostra che gli individui poveri sono debitori più sicuri perché danno più valore al rapporto con la banca. Anche così, gli sforzi per replicare stile Grameen prestiti di solidarietà nei paesi sviluppati sono in genere non riuscite.
Ad esempio, la Fondazione Calmeadow testato un modello peer- prestito analogo in tre sedi in Canada durante il 1990. Essa ha concluso che una serie di fattori - tra cui difficoltà a raggiungere il target di mercato, l'elevato profilo di rischio dei clienti, la loro avversione generale per il requisito di responsabilità solidale ed elevati costi generali solidali. È stato introdotto in Israele, Russia, Ucraina e altre nazioni dove microcrediti aiutano imprenditori di piccole imprese a superare le barriere culturali nella società di business mainstream. 
L'Israel Free Loan Association (IFLA) ha prestato più di $ 100 milioni negli ultimi due decenni a cittadini israeliani di tutte le provenienze.

### Peer-to peer (prestiti tra privati) e prestiti sul web
I principi del microcredito sono stati applicati anche nell'affrontare diverse questioni non legate alla povertà. Molte organizzazioni basate su Internet hanno sviluppato piattaforme che facilitano una forma modificata di prestito peer-to-peer in cui un prestito non viene realizzato sotto forma di un unico prestito diretto, ma come l'aggregazione di un certo numero di piccoli prestiti, spesso ad un tasso di interesse trascurabile. Ci sono diversi modi con cui il pubblico può partecipare per alleviare la povertà utilizzando piattaforme web.
Nuove piattaforme a cui si connettono istituti di credito per micro-imprenditori stanno emergendo sul Web: ad esempio Kiva, Zidisha, e la Fondazione Microloan. Un altro microlender-based è WWW.United Prosperità che utilizza una variante del modello microprestiti solito;con United Prosperità micro il creditore fornisce una garanzia a una banca locale che poi presta il doppio di tale importo per il micro. United Prosperità sostiene che questo fornisce una maggiore leva finanziaria e permette al micro-imprenditore di sviluppare una storia di credito con la banca locale per i prestiti futuri. Nel 2009, il no-profit Zidisha statunitense è diventato la prima piattaforma microprestiti peer-to-peer per collegare i creditori e debitori direttamente attraverso i confini internazionali senza intermediari locali. Vittana permette prestiti peer-to-peer per i prestiti agli studenti dei paesi in via di sviluppo.

## L'impatto del microcredito
Molti studi dimostrano che il microcredito riduce la povertà, creando opportunità di generare reddito, una maggiore occupazione e redditi più alti. Le conseguenze principali sono una migliore alimentazione ed una migliore educazione ai figli dei mutuatari. Studi effettuati sul campo negli anni hanno mostrato che il microcredito responsabilizza le donne e le rende capaci di cambiare la condizione delle proprie famiglie e delle comunità in cui vivono.
I limiti del microcredito sono principalmente rappresentati dai casi di un suo utilizzo strumentale finalizzato al profitto. L'applicazione di tassi molto elevati e la mancanza di accompagnamento dei beneficiari possono causare conseguenze di mercificazione di questo strumento e addirittura ad effetti paradossali di maggior impoverimento.
Commenti critici dicono che il microcredito non aumenta il reddito, ma spinge le famiglie povere in una trappola del debito, in alcuni casi può anche portare al suicidio. Essi aggiungono che il denaro dei prestiti è spesso usato per i beni di consumo durevoli o semidurevoli, invece di essere utilizzati per investimenti produttivi, che non riesce a dare potere alle donne, e che non ha migliorato la salute o l'istruzione. Negli Stati Uniti e in Canada, si sostiene che il microcredito aiuta i destinatari a diplomarsi in programmi di welfare.

## Miglioramenti

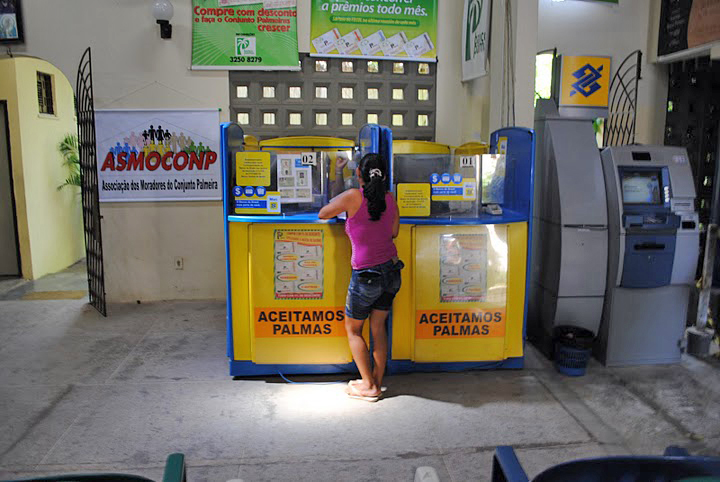
Molti istituti di microfinanza offrono anche servizi di risparmio, come "Banco Palma" in Brasile, mostrato qui.

Molti studiosi e professionisti suggeriscono un pacchetto integrato di servizi che forniscono crediti. L'accesso al credito è combinato con servizi di risparmio, servizi di prestito non produttivi, assicurazioni, lo sviluppo delle imprese (formazione orientata alla produzione e gestione, supporto marketing) e servizi sociali connessi (servizi di alfabetizzazione e sanitari, sensibilizzazione sociale).  Alcuni sostengono che gli imprenditori più esperti che stanno ottenendo prestiti dovrebbero essere qualificati per i prestiti più grandi per garantire il successo del programma.
Una delle principali sfide del microcredito è fornire piccoli prestiti a un costo abbordabile. Il tasso di interesse e la tassa media globale è stimato al 37%, con tassi che raggiungono addirittura il 70% in alcuni mercati. Le organizzazioni di microfinanza locali che ricevono prestiti a tasso zero dalla piattaforma microprestiti online di Kiva pagano interessi e commissioni, tassi medi di 35.21%.
Piuttosto, la ragione principale del costo elevato dei prestiti di microcredito è l’elevato costo di transazione delle tradizionali operazioni di microfinanza rispetto all’entità del prestito. Gli operatori del microcredito sostengono da tempo che gli alti tassi di interesse sono semplicemente inevitabili. Il risultato è che l'approccio tradizionale al microcredito ha compiuto solo progressi limitati nel risolvere il problema che si propone di indirizzo: che le persone più povere del mondo pagano il costo più alto del mondo per il capitale di crescita delle piccole imprese.
Gli alti costi dei prestiti di microcredito tradizionali limitano la loro efficacia come strumento di lotta alla povertà. I mutuatari che non riescono a ottenere un tasso di rendimento almeno pari al tasso di interesse potrebbero effettivamente ritrovarsi più poveri in seguito all’accettazione dei prestiti. Secondo un recente sondaggio sui mutuatari di microfinanza in Ghana pubblicato dal Center for Financial Inclusion, più di un terzo dei mutuatari intervistati ha riferito di avere difficoltà a ripagare i propri prestiti.
Negli ultimi anni, gli erogatori di microcredito hanno spostato la propria attenzione dall’obiettivo di aumentare il volume di capitale disponibile per i prestiti, per affrontare la sfida di fornire prestiti di microfinanza a costi più accessibili. L'analista David Roodman sostiene che nei mercati maturi, i tassi medi di interesse e di commissione applicati dagli istituti di microfinanza tendono a diminuire nel tempo.
Il professor Dean Karlan dell'Università di Yale sostiene che anche i poveri possano accedere ai conti di risparmio.